# N-II
A N-II é uma estrada radial que une Madrid e o paço fronteiriço de Jonquera passando por localidades como Guadalajara, Zaragoza, Lérida, Barcelona e Gerona.
Na actualidade, se encontra formado em parte da A-2 e é uma rota alternativa e gartuita à AP-2 e à AP-7.

## Antecedentes
Em 1701, Felipe V moveu de Madrid a Barcelona para contratir matrimónio com María Luisa de Saboya pasando por Guadalajara, Algora, Daroca, Cariñena, Zaragoza, Pina de Ebro, Lérida, Cervera, Igualada e Martorell.